# Cnephasia graecana
Cnephasia graecana is een vlinder uit de familie bladrollers (Tortricidae). De wetenschappelijke naam is voor het eerst geldig gepubliceerd in 1902 door Rebel.
De soort komt voor in Europa.